# Réunions voetbalelftal (mannen)
Het Réunions voetbalelftal is een team van voetballers dat Réunion vertegenwoordigt bij internationale wedstrijden. Omdat Réunion een departement van Frankrijk is, wordt het elftal uitgesloten van deelname aan het WK en het African Cup of Nations. Desondanks is Réunion geassocieerd met de CAF. Het won de Coupe de l'Outre-Mer in 2008 en 2012.

## Bekende (oud-)spelers
| - Mamoudou Diallo - Éric Farro - Michel Fontaine - Olivier Gastrin |  | - Thierry Gorée - Guillaume Hoarau - Nicolas Hoarau |